# Saxby, Leicestershire
Saxby är en by i civil parish Freeby, i distriktet Melton, i grevskapet Leicestershire i England. Byn är belägen 7 km från Melton Mowbray. Saxby var en civil parish fram till 1936 när blev den en del av Freeby. Civil parish hade 89 invånare år 1931. Byn nämndes i Domedagsboken (Domesday Book) år 1086, och kallades då Saxebi.